# Tünel

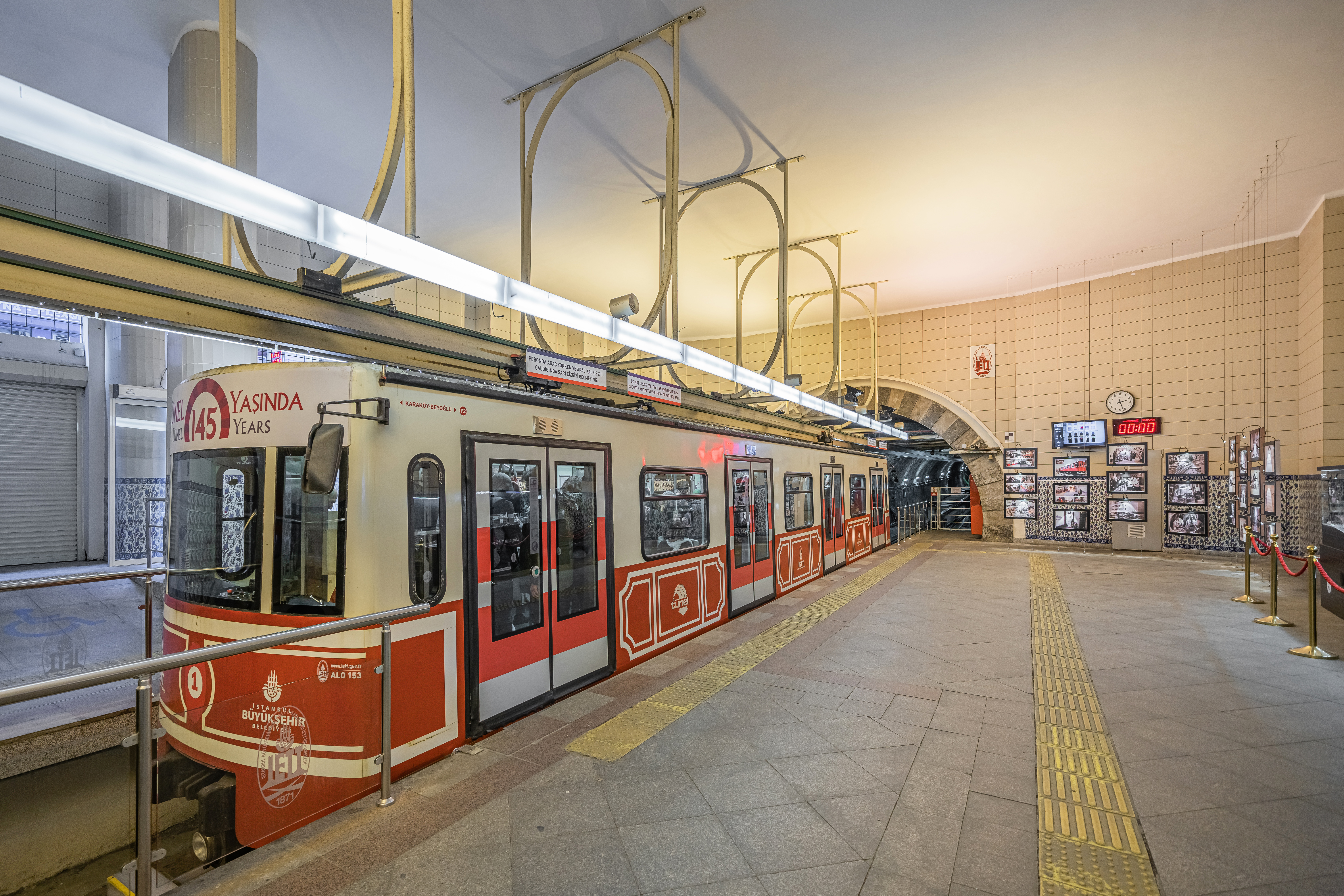
De Tunnel was de eerste ondergrondse metro op het Europese continent en werd geopend op 17 januari 1875

De Tünel is een korte ondergrondse metro (kabelspoorweg) met twee wagens aan de noordkant van de Gouden Hoorn in Istanbul, Turkije. De lijn loopt tussen de wijken Karaköy (Galata) en Beyoğlu (Pera), over een afstand van zo'n 573 meter. De Tünel werd geopend op 17 januari 1875 en was daarmee de tweede ondergrondse spoorweg ter wereld, na de Metro van Londen (1863). De eerste ondergrondse metro met meerdere stations op het Europese continent was echter de Metro van Boedapest (1896).

## Geschiedenis

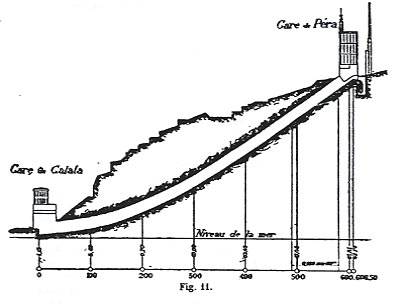
Een doorsnede van de Tunnel door Eugène-Henri Gavand (1876)

De Tünel was in 1867 bedacht door de Franse ingenieur Eugène-Henri Gavand. Veel mensen uit de wijk Pera werkten aan de kust in Galata, toen relatief nieuwe wijken, en liepen elke dag de heuvel af en op. Het idee was om een tunnel te maken om mensen de klim van 60 meter te besparen. Op 6 november 1869 gaf Sultan Abdülaziz toestemming om het project uit te voeren en met buitenlandse financiering ging de bouw van start op 30 juli 1871. In december 1874 was de bouw voltooid en op 17 januari 1875 werd de Tünel voor reizigers geopend.
Bij de opening werkten de wagens op stoom. In 1939 werd de Tünel genationaliseerd en onderdeel van de IETT, de Istanbul Elektrische Tram- en Tunnel-maatschappij. In 1971 werd de Tünel gerenoveerd en gemoderniseerd. Hij werd geëlektrificeerd, de houten karren werden vervangen door nieuwe metalen. De baan werd enkelsporig, met in het middenstuk een dubbelspoor waar de twee karren elkaar passeren. In 2007 werden de wagens nogmaals vervangen door modernere.

## Huidige functie

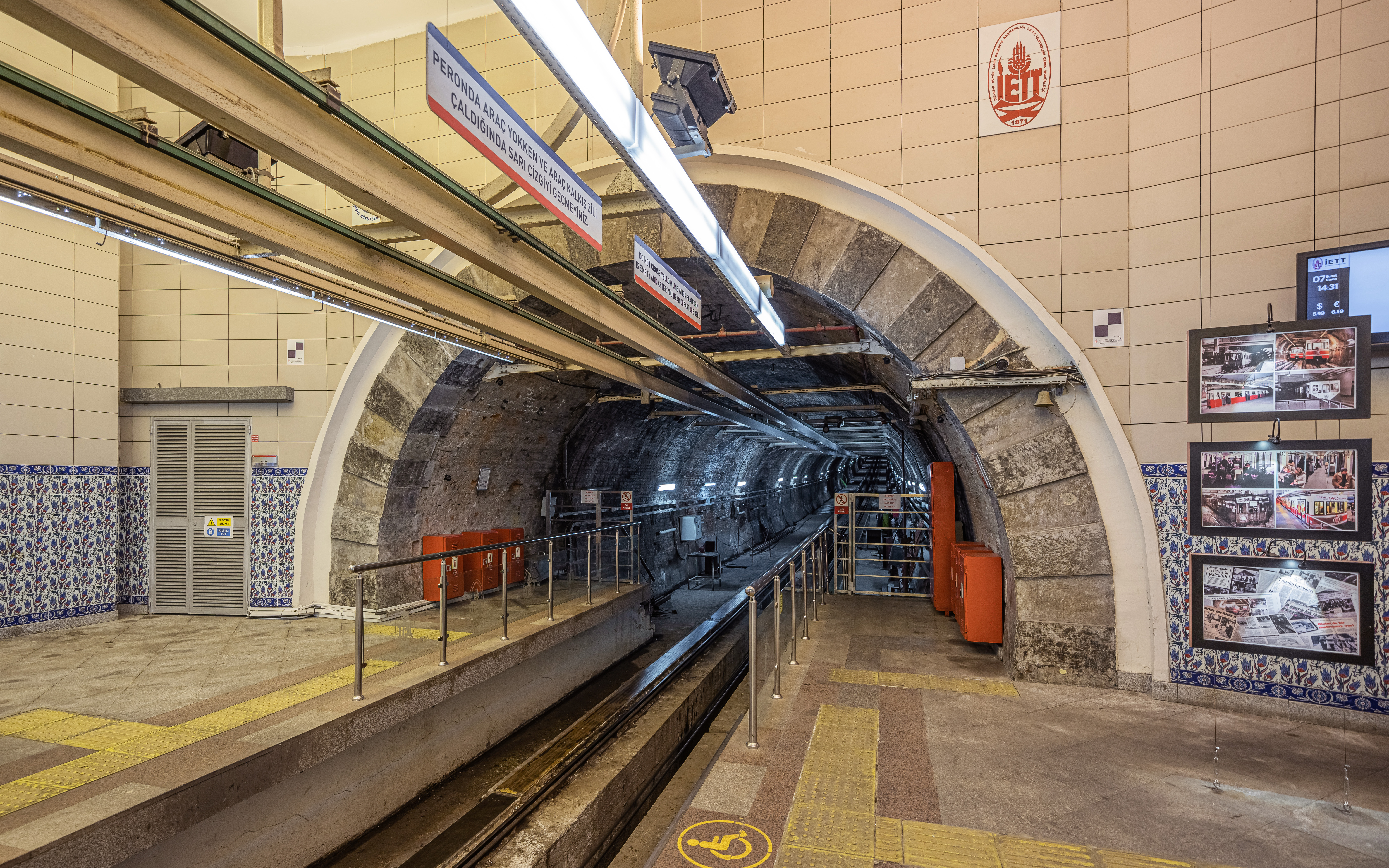
De Tünel had oorspronkelijk twee banen maar werkt anno 2019 met een enkel spoor

De Tünel is tegenwoordig geen belangrijk transportmiddel meer in Istanbul. Hij is echter nog wel in bedrijf en de openbaar-vervoerkaartjes zijn er geldig. Naast lokale bewoners transporteert de Tünel tegenwoordig veel toeristen.
Galata en Pera heten tegenwoordig Karaköy en Beyoğlu. Het lage station is Karaköy aan de oostkant van Tersane Caddesi, en het hoge station heet Tünel Meydanı aan het Tünelplein ten zuiden van de Istiklâl Caddesi. Een ritje duurt ongeveer anderhalve minuut met een maximumsnelheid van 25 km/u.